# Super Mario Bros. 3
Super Mario Bros. 3 (яп. スーパーマリオブラザーズ3 Су:па Марио Бурадза:дзу Сури:, рус. Супербратья Марио 3), также известная как Mario 3, SMB3, или Super Mario 3 — видеоигра в жанре платформенной аркады, разработанная Nintendo Entertainment Analysis and Development и изданная Nintendo для игровой приставки Nintendo Entertainment System (23 октября 1988 года в Японии, 12 февраля 1990 года в Северной Америке и 29 августа 1991 года в Европе). Руководителями проекта выступили ветераны студии — Сигэру Миямото и Такаси Тэдзука.
Игроки управляют братьями Марио или Луиджи, которые должны спасти принцессу Пич из плена Боузера, попутно расколдовав правителей семи королевств. Как и в предыдущих играх Mario, враги побеждаются прыжком сверху, броском панциря или при помощи специальных предметов. В третьей части франшизы главные герои получили новые способности, в том числе полёт и скольжение со склонов. Также были введены ряд элементов и персонажей, которые активно использовались в следующих играх серии, например, дети Боузера (Купалинги) и карта для путешествий между уровнями.
Super Mario Bros. 3 получила высокие оценки от профильной прессы (критики особенно хвалили сложный игровой процесс и большое количество секретов, что повышало реиграбильность проекта) и впоследствии была названа одной из величайших видеоигр за всю историю индустрии. Игра занимает третье место по продажам в библиотеке для Nintendo Entertainment System: её общий тираж превышает 17 миллионов копий. Также проект стал источником вдохновения для видеоадаптации — мультсериала «Приключения супербратьев Марио 3» от компании DiC Entertainment.
В 1993 году для Super Nintendo Entertainment System был выпущен заново отрисованный ремейк игры в составе сборника Super Mario All-Stars, ещё один порт был сделан спустя десять лет для портативной консоли Game Boy Advance — Super Mario Advance 4: Super Mario Bros. 3 (2003). Помимо этого игра переиздавалась в онлайн-сервисе Virtual Console для приставок Nintendo Wii U и 3DS, а также была включена в перечень проектов для консоли NES Classic Mini. 19 сентября 2018 года последовал релиз Super Mario Bros. 3 в сервисе Nintendo Switch Online с добавлением сетевых функций.

## Геймплей

Марио использует костюм енота чтобы взлететь (фрагмент из игры)

Super Mario Bros. 3 представляет собой двухмерный платформер с видом сбоку, в котором игрок управляет либо Марио, либо Луиджи. В игре используется та же игровая механика, что и в предыдущих играх серии — Super Mario Bros. и Super Mario Bros. 2 (Super Mario Bros.: The Lost Levels в Японии) — но при этом представлены несколько новых элементов. В дополнение к бегу и прыжкам, которые были в двух первых частях, игрок может скатываться по склонам, поднимать и бросать специальные блоки и свободно карабкаться по лианам. Также, при получении специальных костюмов (таких как Super Leaf и the Tanooki Suit), главный герой получает возможность летать или начинает более искусно плавать. Игровой мир состоит из восьми королевств, которые разделены на несколько уровней. Каждый из миров имеет определённое визуальное оформление: например, второй мир, «Пустынная земля» (или «Пустынный холм» в японской и североамериканской версиях PRG0), вдохновлён египетской тематикой, а четвёртый, «Гигантская земля» («Большой остров»), содержит препятствия и врагов вдвое больше их обычного размера.
Игрок перемещается по игре с помощью двух игровых экранов: карты мира и игрового уровня. Карта мира отображает маршрут через текущее королевство и имеет несколько путей, ведущих к замку (конечной цели каждого мира). Развилки соединяются панелями действий: крепостями и прочими значками (как правило, представляющими собой мини-игры, либо сражения за определённый бонус), они позволяют игрокам выбирать вариативные маршруты прохождения. Перемещение экранного персонажа в крепость (или на другой значок карты) открывает доступ к этому уровню — представляющим собой линейный маршрут заполненный препятствиями и врагами (или, соответственно, мини-игру). Бо́льшая часть игрового процесса проходит на этих уровнях, где игрок перемещает персонажа слева-направо, совершая рывки, прыгая, летая, плавая, а также уклоняясь от врагов или побеждая их. Игрок начинает путешествие с определённым количеством жизней. В дальнейшем их количество можно увеличить собирая зелёные грибы (1-Up), спрятанные в кирпичах, или монеты (при достижении 100 штук), устраняя группу врагов с помощью броска панциря или последовательно прыгая на девятерых из них, не касаясь земли. Главный герой теряет жизнь, если получает урон (в самой маленькой своей форме), падает в лаву или бездонную яму, а также если заканчивается таймер. Если игрок теряет все жизни он может продолжить с начала текущего игрового мира. В том случает, если он решает продолжить прохождение, все крепости и побеждённые враги (на карте мира), а также уровни танков и кораблей из восьмого королевства, которые уже были пройдены, сохранят статус кво. Все запертые двери, которые были разблокированы, также останутся открытыми. В большинстве случаев это позволяет игроку продолжить путешествие с последнего пройденного уровня, просто переместившись до нужной локации. Также игрок сохраняет все предметы в инвентаре.
Успешное прохождение игровых уровней позволяет герою дальше продвигаться по карте мира и переходить в следующие королевства. В каждом из миров есть финальный этап с боссом, которого нужно победить. В первых семи мирах сражение происходит на дирижабле с одним из купалингов, в восьмом — герою противостоит Боузер, находящийся в своём замке. Помимо крепостей на карте мира встречаются большие валуны и запертые двери, которые блокируют развилки пути (но их можно разрушить при помощи специальных предметов). Мини-игры предоставляют игроку возможность получить специальные бонусы или дополнительные жизни. Первая представляет собой вариацию «однорукого бандита» (нужно собрать картинку из трёх частей), а в другой нужно поочередно открывать по две одинаковые карты (всего на столе лежит 18 — рубашкой вверх), при этом ошибиться можно лишь единожды (за правильно угаданную карту игрок получает то, что на ней изображено). Также существует Дом Тоада (Toad House), который не является бонусным уровнем, но в нём можно выбрать один из трёх сундуков, в каждом из которых лежит случайный предмет. Бонусы, полученные в этих мини-играх, хранятся в инвентаре (отдельном меню) и могут быть активированы игроком с экрана карты перед началом следующего этапа.
В дополнение к специальным предметам из предыдущих игр, таким как Super Mushroom, Super Star и Fire Flower, в третью часть франшизы были введены новые пауэр-апы, которые расширяют возможности игрока. The Super Leaf и Tanooki Suit — костюмы енота и тануки соответственно (дополняют внешний вид персонажа хвостом и ушами) — позволяют главному герою летать в течение короткого периода времени. Костюм тануки также даёт возможность превращаться в Статую Марио (Statue Mario), которая не получает урона несколько секунд. Превратившись в статую во время прыжка можно совершить мощный удар по земле, который убивает всех врагов находящихся под героем. Впоследствии это движение стало стандартным для серии и получило название «ground pound». Frog Suit (также впервые добавленный костюм лягушки) значительно увеличивает скорость и ловкость персонажа под водой, а также увеличивает высоту прыжка на суше. Ещё одной инновацией игры стал так называемый Hammer Suit, который делает Марио внешне похожим на Братьев-молотов и позволяет ему метать молоты во врагов, а также избегать огненных атак, когда он приседает.
Super Mario Bros. 3 включает многопользовательский режим, который позволяет двум игрокам играть по очереди. Первый игрок управляет Марио, второй — Луиджи (спрайт Марио зелёного цвета). В этом режиме игроки могут получить доступ к нескольким мини-играм, в том числе ремейку оригинальной аркады Mario Bros.. Чтобы выиграть, игроку нужно столкнуть больше монстров либо собрать больше монет, нежели его сопернику. Победитель получает право хода и закрепляется на том месте карты, где была инициирована мини-игра. Во время мини-игры один игрок может отобрать у второго карточки, которые даются за прохождение уровней, и получить за это дополнительные жизни.

## Сюжет и персонажи
Согласно сюжету (описание которого можно узнать из буклета игры) Грибной мир (The Mushroom World) был захвачен Купалингами, семью детьми Боузера. Они завоевывают каждое из семи королевств, присваивая волшебные палочки их правителей и используют магию этих артефактов, чтобы превратить монархов в животных. Принцесса Пич просит Марио и Луиджи освободить захваченные земли, вернуть волшебные реликвии, а также расколдовать королей.
Марио и Луиджи получают записки и особые предметы от принцессы после спасения каждого из первых шести королей. Когда освобождается седьмой монарх, игроку приходит записка от Боузера, хвастающегося что он похитил Пич и заточил её в замке внутри своего царства, Тёмной земли (Dark Land). Братья отправляются в логово врага, добираются до его замка и побеждают Боузера в финальной битве. Игра заканчивается освобождением принцессы из заточения.
По словам Сигэру Миямото, Super Mario Bros. 3 задумывалась в виде стилизации под пьесу. На титульном экране открывается занавес и персонажи как-бы выходят на авансцену. В оригинальной версии для NES внутриигровые объекты свисают с закадровых мостков, привинчены к заднему фону или отбрасывают тени на линию горизонта. Когда Марио завершает уровень, он уходит со сцены.

## Разработка
Работа над Super Mario Bros. 3 началась вскоре после выпуска Super Mario Bros. 2 (1986) для Famicom Disk System, разработанной Nintendo Entertainment Analysis and Development, командой, состоящей из более чем десяти человек. На создание игры ушло порядка двух лет. Бюджет, в пересчете на доллары США, составил от 800 000 долларов до 1,3 миллиона долларов (1,8-3 миллиона долларов с поправкой на инфляцию). Руководителем разработки выступил Сигэру Миямото. Он тесно сотрудничал с дизайнерами и программистами как на этапе начального проектирования игры, так и на заключительной стадии работы. Миямото считал интригующие и оригинальные идеи ключом к успеху проекта. Первоначально команда планировала создать игру в изометрической проекции, однако это сильно затрудняло позиционирование прыжков, поэтому концепция была изменена на 2D-вид сбоку, который использовался в предыдущих частях франшизы. Тем не менее в игре всё же остались некоторые изометрические элементы, такие как клетчатый пол на титульном экране. Вся пиксельная графика для Super Mario Bros. 3 была нарисована с использованием промышленных компьютеров Fujitsu FM R-50 HD, а для написания и тестирования кода были применены мейнфреймы HP 64000 с процессорной картой 6502.
Super Mario Bros. 3 разрабатывалась таким образом, чтобы понравиться игрокам с разным уровнем мастерства. Для того чтобы облегчить прохождение казуальным геймерам, в начальные миры было добавлено больше бонусных монет и «жизней», в то время как поздние королевства были рассчитаны на опытных игроков. В режиме «на двоих» игроки чередуются по очереди, чтобы сбалансировать игровое время для каждого из них. Команда разработчиков добавила в игру новые бонусы и концепции (костюмы), благодаря которым Марио получал уникальные способности и менял внешний вид. Одной из ранних идей был костюм кентавра, но от него отказались в пользу облика енота, который наделял персонажа способностью кратковременно парить над землей. Уровни были разработаны таким образом, чтобы использовать преимущества новых умений главного героя. Для повышения разнообразия в игру ввели новые виды врагов, наряду с противниками из предыдущих частей, таких как Гумбы, Купа-трупы и Хаммер-бразерс.
Некоторые враги, созданные для Super Mario Bros. 3, были вдохновлены случаями из личной жизни разработчиков. Например, враг Кусалкин на цепи, лающее шарообразное существо на цепи, которое бросается на игрока, когда он находится в непосредственной близости, было навеяно инцидентом произошедшим с Миямото, когда на него кинулась собака, но её успели оттащить. Дети Боузера, Купалинги, создавались с уникальным внешним видом, чтобы придать каждому из них индивидуальности; они базировались на семи программистах студии Миямото, в знак уважения к их работе и трудолюбию. В свою очередь сотрудники Nintendo of America придумали Купалингам имена отсылающие к известным музыкантам: например, персонажи «Людвиг фон Купа» и «Рой Купа» названы в честь Людвига ван Бетховена и Роя Орбисона соответственно.
Внешний вид персонажей создавался с помощью специальной графической машины («Character Generator Computer Aided Design»), которая сгенерировала коллекцию графических фигур, используемых в игре. Этим фигурам были присвоены уникальные номера, которые задействовались кодом игры для сбора и анализа данных, с целью дальнейшего формирования в полноценные изображения на экране, в режиме реального времени. В картридже Super Mario Bros. 3 использовалась специальная микросхема MMC3 ASIC от Nintendo для расширения стандартных возможностей NES. Благодаря этому чипу в игру были добавлены анимированные плитки, а также диагональная прокрутка (за счёт дополнительной памяти) и разделение экрана (за счёт таймера строки сканирования) . Игра использует последнюю функцию, чтобы разделить игровой экран на две части: игровое поле вверху и строку состояния внизу. На карте мира строка состояния служит инвентарем для предметов. Это позволяет верхней части экрана прокручиваться по мере перемещения персонажа по уровню, в то время как нижняя часть остается в статическом состоянии для отображения текста и другой информации.
Как и в случае с предыдущими частями серии, музыкой к Super Mario Bros. 3 занимался Кодзи Кондо. Он сочинил несколько новых треков, а также вернул мелодии из Super Mario Bros. По словам композитора — который сочинял музыку в соответствии с тем, будет ли она подходить к тому или иному игровому уровню, а не основываясь на определённом жанре — создание саундтрека к третье части оказалось самым сложным на тот момент. Кондо экспериментировал с несколькими жанрами, пытаясь развить саундтрек первой части, который, по мнению некоторых его знакомых, был очень похож на латиноамериканскую музыку или стиль фьюжн. По ходу продвижения разработки игры он придумал несколько мелодий, после чего выбрал из них самые подходящие. Создатели Super Mario Bros. 3 решили, что музыка на титульном экране не нужна. Хотя она звучит в ремейке игры — версии для сборника Super Mario All-Stars.
В 1988 году из-за нехватки микросхем ПЗУ, а также активной подготовки к релизу Super Mario Bros. 2, компания Nintendo не смогла придерживаться первоначального графика релиза игр для Северной Америки. Среди перенесённых проектов была Super Mario Bros. 3 и, согласно информации Nintendo Power, Zelda II: The Adventure of Link. Однако задержка позволила Nintendo продвигать игру с помощью художественного фильма. В 1989 году Том Поллак из Universal Studios обратился в маркетинговый отдел Nintendo of America по поводу фильма о видеоиграх. Вдохновлённый киберспортивными мероприятиями Nintendo, Поллак придумал обновлённую концепцию мюзикла «Томми» в видеоигровом антураже, нацеленную на более молодую аудиторию. В итоге Nintendo дала согласие на включение своих продуктов в фильм. Создатели ленты, получившей название «Волшебник» получили одобрение компании, договорившись что она получит доступ к сценарию, а также полный контроль к тому, как в фильме будут изображаться её продукты. Super Mario Bros. 3 была одной из игр, фигурировавших в кинокартине — она демонстрировалась в финальной сцене киберсоревнования. Фильм был выпущен в декабре 1989 года, между релизами игры на домашних консолях в Японии и Северной Америке.
Рекламный бюджет Super Mario Bros. 3 составил 25 миллионов долларов, таким образом общий бюджет на разработку и продвижение игры ровнялся 25,8 миллионам долларов (59 миллионов долларов с поправкой на инфляцию).

## Восприятие

### Критика
| Сводный рейтинг    | Сводный рейтинг  | Сводный рейтинг |
| Издание            | Оценка           | Оценка          |
| Издание            | NES              | Wii             |
| ------------------ | ---------------- | --------------- |
| GameRankings       | 98 % (6 обзоров) | N/A             |
| Иноязычные издания |                  |                 |
| Издание            | Оценка           | Оценка          |
| Издание            | NES              | Wii             |
| ASM                | 11/12            | N/A             |
| CVG                | 98 %             | N/A             |
| EGM                | 36/40            | N/A             |
| Eurogamer          | N/A              | 10/10           |
| Famitsu            | 35/40            | N/A             |
| GameSpot           | N/A              | 9/10            |
| IGN                | N/A              | 9,5/10          |
| Jeuxvideo.com      | N/A              | 19/20           |
| Nintendo Life      | N/A              | 10/10           |
| Total!             | 98 %             | N/A             |
| Game Zone          | 93 %             | N/A             |
| Mean Machines      | 98 %             | N/A             |

После выхода Super Mario Bros. 3 удостоилась похвалы от игровой прессы. Она признана одной из лучших игр для игровой приставки NES. Редакторы журнала Computer and Video Games Пол Рэнд, Тим Бун и Фрэнк О’Коннор присудили игре 98 баллов из 100 возможных, хваля её игровой процесс, реиграбельность, звук и графику. Бун заметил, что игра настолько безупречна и потрясающа, что не позволит игроку отвлечься на менее значимые события, чем пожарная тревога. Рэнд назвал Super Mario Bros. 3 лучшей видеоигрой, одной на миллион, «Мона Лизой» в мире видеоигр — «поразительной и блестящей во всех смыслах и формах». Журналист признался, что готов купить приставку от Nintendo только ради картриджа с этой игрой. О’Коннор назвал третью часть технически блестящим продуктом для NES и заявил, что Sonic the Hedgehog в сравнение с Super Mario Bros. 3 чувствуется «мокрым воскресным утром».
Японский журнал Famitsu присудил игре 35 баллов из 40 возможных. Джулиан Ригналл из Mean Machines назвал Super Mario Bros. 3 «лучшей видеоигрой», которую он когда-либо играл, ссылаясь на её глубину, сложность и заразное привыкание. Другой рецензент из Mean Machines Мэтт Реган назвал третью часть «поистине блестящей игрой» и выразил уверенность тем, что она станет самой продаваемой в Великобритании.
В предварительном обзоре игры журнал Nintendo Power присвоил ей высокие оценки за графику, звук, сложность, игровой процесс и развлечение. Критики хвалили Super Mario Bros. 3 за дизайн игровых уровней, обилие скрытых комнат и бонусных предметов. Представитель MeanMachines указал на «невероятное разнообразие» игрового процесса и дизайн уровней, требующий от игрока быстрых рефлексов и логического мышления для прохождения. Критики особо оценили внутриигровые предметы «варп-свистки». Ригналл назвал их неотъемлемой частью увлекательного геймплея, а Шефф замечал, как получал удовольствие от их поиска. Критик CVG выразил восхищение обилию игрового материала «Там много нужно собрать, стольких [врагов] убить, столько мест, которые надо найти и исследовать. Для меня это загадка, как у разработчиков хватило воображения придумать всё это». О’Коннор отдельно хвалил в игре простое и интуитивно понятное управление. Журнал Edge хвалил внутриигровую карту мира, назвав её лучшей альтернативой меню выбора уровней.
Оценка графики была смешанной. Журналисты Computer and Video Games однозначно хвалили её. Рэнд называл называя её яркой, а анимации — забавными, а также оценил жанровое разнообразие имеющихся мелодий. Критику MeanMachines графика показалась простой, а Ригналл, журналист MeanMachines назвал звуки и визуальные эффекты явно устаревшими, особенно в сравнение с играми, выпускаемыми для Mega Drive/Genesis и Super NES. (Последняя приставка была уже выпущена во многих странах, в то время, когда Super Mario Bros. 3 была ещё только выпущена в Европе).

### Ремейки
| Сводный рейтинг | Сводный рейтинг |
| Агрегатор       | Оценка          |
| --------------- | --------------- |
| GameRankings    | 92,25 %         |

После выпуска сборника Super Mario All-Stars, игровые критики положительно отозвались об обновлённой версии Super Mario Bros. 3 и других игр в этом сборнике. Они похвалили разработчиков за принятые усилия по модернизации игр. Редакция журнала Electronic Gaming Monthly заметила, как сборник возвратил серию Mario к её истокам, но улучшил оригинальную игру всеми возможными способами, вдохнув новую жизнь в Super Mario Bros. 3, и позволяя снова прочувствовать её оригинальный дух приключений и очарования. Обозреватели хвалили прежде всего улучшенную графику и звук, предназначенную для игры на SNES — приставке более нового поколения. Ими была замечена улучшенная детализация спрайтов. Представитель Allgame оценил насыщенную картинку и более «мультяшный стиль». Рецензенты также хвалили ряд нововведений и улучшений в игровом процессе, включая функцию сохранения, которая позволяла отныне проходить игру до конца тем, кто не в состоянии был это сделать в оригинальной версии. Тем не менее некоторые обозреватели сочли улучшения в Super Mario Bros. 3 и других играх недостаточно инновационными, заметив что в целом игровой процесс остался неизменённым.
Оценка Super Mario Advance 4 — порта SNES-версии для портативной приставки Game Boy Advance также была положительной, средняя оценка на агрегаторе Metacritic составила 94 балла из 100 возможных. Геймплей остался идентичен, хотя были замечены некоторые доработки в игровых уровнях, упрощавших прохождение. Рецензент 1Up похвалил игру за дополнительные игровые уровни, назвав Super Mario Advance 4 самым проработанным портом из всех остальных в серии. Обозреватели однако выразили недовольство необходимостью тратить много денег на покупку электронных карточек и периферийного устройства для разблокировки этих уровней. Критик N-Files назвал элементы управления в игре надёжными и счёл управление даже удобнее, чем в оригинальной игре, хотя заметил, что разработчики могли бы придать дополнительным кнопкам на GBA больше функций. Рецензент GameSpy наоборот счёл управление не таким удобным, как в оригинале.
Визуальный стиль получил смешанную оценку, некоторые критики хвалили улучшенную графику в игре, взятую у SNES-версии, хотя представитель N-files заметил, что возраст игры даёт о себе знать и графика выглядит скромнее в сравнение с другими платформерам-новинками. Представитель GameSpy заметил, что качество картинки пострадало при переносе на GBA несмотря на предпринятые меры разработчика по сохранению общего качества игры.

### Ретроперспектива
В поздних обзорах игровые журналисты называли Super Mario Bros. 3 одной из лучших или лучшей игрой для NES, лучшим платформером, одним из величайших платформеров в истории, лучшей игрой во всей серии Mario или одной из лучших игр всех времён. Редактор сайта Inverse сравнивал выпуск третьей части по своей значимости с музыкальным альбомом группы The Beatles — «Sgt. Pepper’s Lonely Hearts Club Band». Обозреватель GameSpot утверждал, что на протяжении большей части 1980-х годов в видеоигровой индустрии не происходило такого ажиотажа вокруг выпуска игры, как с Super Mario Bros 3. Журнал Edge заметил, что успех третьей части затмил Super Mario Bros., хотя последняя игра была распродана тиражом в 40 миллионов копий, но она шла в обязательном комплекте с NES.
Редакторы замечали, что Super Mario Bros. 3 значительно усовершенствовала оригинальную формулу, представленную в Super Mario Bros., фактически предоставив привычной для серии игровой процесс в её современном виде. В игре появляется множество оригинальных игровых механик, которые станут фирменными в будущих играх серии Mario. Третья часть впервые предложила столь обширный игровой мир в истории франшизы Mario.
Редакция IGN назвала представленный игровой дизайн Миямото «гениальным», усовершенствованием и без того блестящей концепции из предыдущих игр с новыми бонусами и врагами. Аналогично обозреватель GameSpy назвал Super Mario Bros 3 лучшим достижением Сигэру Миямото в его портфолио видеоигр начиная с Donkey Kong, заканчивая Zelda. Сигэру использовал интуитивно понятную механику боковой прокрутки из первых игр Mario Bros поместив его в обширный игровой мир с обилием игровым механик — костюмов с способностями, мини-играми, пасхальными яйцами. Представленное разнообразие ошеломляло даже через десяток лет после выхода оригинальной игры. Критик заметил, что сама Super Mario Bros. 3 достойна упоминаться в словаре, в описании самого определения «видеоигры». Редакция ScrewAttack называла графику, бонусы и секреты лучшими, что видела в видеоиграх и жалела игроков, не имеющих возможности испытать «это величие».

### Рейтинги
Ещё в 1988 году журнал Famicom Tsūshin (Famitsu) присудил игре награду Best Hit Game Awards за лучший экшен года. Год спустя игра получила аналогичную награду, но уже среди всех игр, выпущенных с 1983 года. Игра дебютировала в списке 30 лучших игр всех времён в журнале Nintendo Power, в сентябре 1989 года, где расположилась на 20-м месте. Через несколько месяцев она попала уже в список 10 лучших игр, а в мае 1990 года заняла первое место. Super Mario Bros. 3 оставалась в списке 20 лучших игр в течение следующих 5 лет.
В течение следующих десятилетий игра стала попадать в списки самых лучших или великих игр в истории, в журналах Nintendo Power, Official Nintendo Magazine, GamesMaster, на игровых сайтах IGN, Game Informer, Edge и GameSpot. Научная редакция Warp Zoned поместила третью часть на 34 место среди лучших игр, после проведения статистического мета-анализа самых 44 популярных видеоигр, выпущенных между 1995 и 2016 годами.
Пользователи японского сайта Dengeki проводили опрос среди пользователей, в какую компьютерную игру они впервые играли и Super Mario Bros. 3 заняла по популярности третье место в этом списке после Super Mario Bros. и Mario Bros..
В 2023 году  Super Mario Bros. 3 заняла 1-е место в голосовании читателей портала NintendoLife  50 Best NES Games Of All Time, посвящённому 40-летию одноимённой приставки.

### Продажи
Super Mario Bros. 3 ждал коммерческий успех, она стала бестселлером. Игра заняла первое место в чартах продаж Famitsu в декабре 1988 года и январе 1989 года. Она заняла второе место среди самых продаваемых игр в Японии после Dragon Quest III и стала самой продаваемой игрой 1989 года, опередив «Тетрис». Игра также возглавила чарты продаж в январе 1990 года. К 1993 году в Японии было уже продано 4 миллиона картриджей с игрой. 

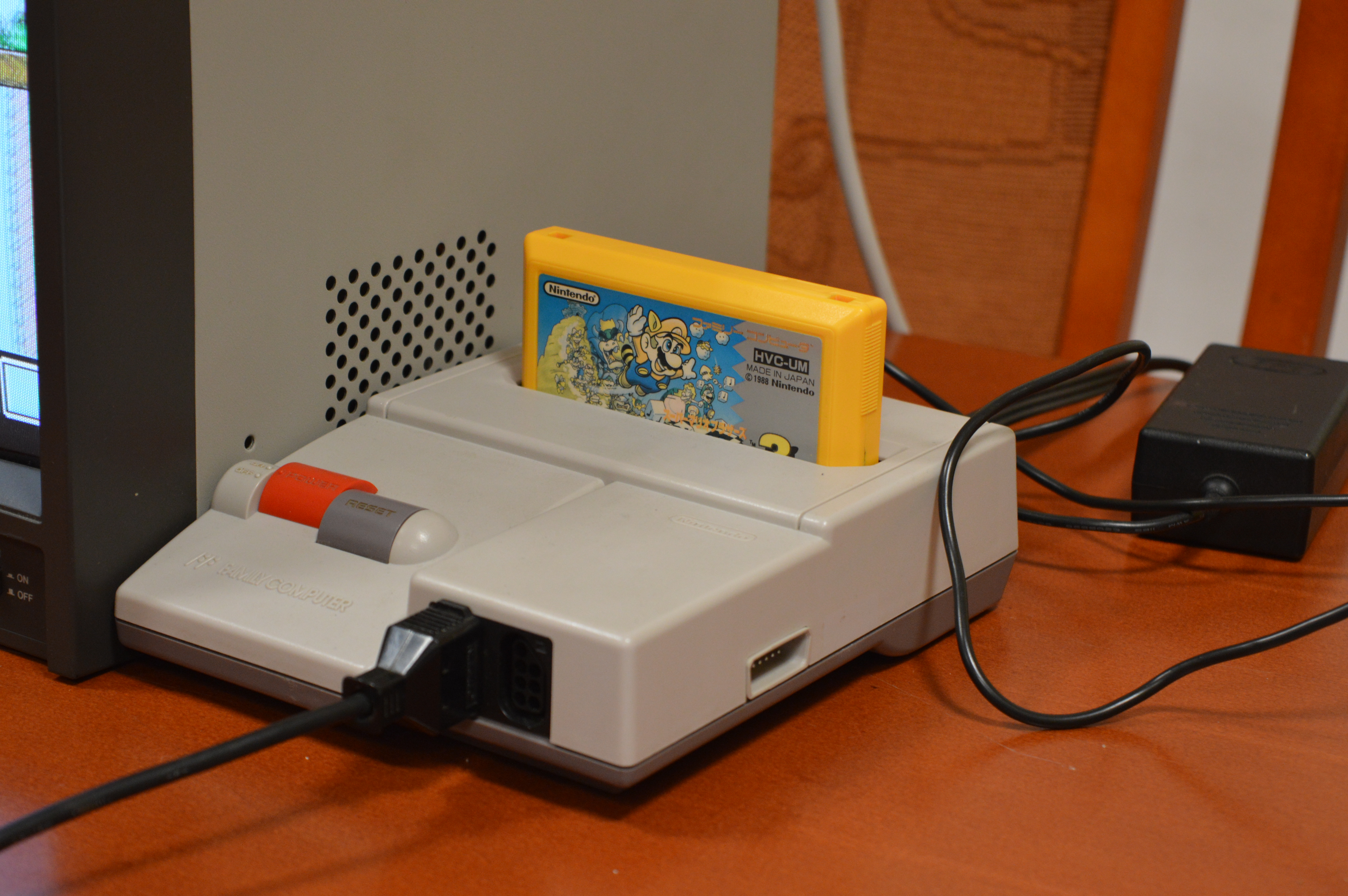
Картридж с Super Mario Bros. 3, вставленный в Famicom

Чтобы обеспечить широкую рекламу игре в Северной Америке, она была показана приключенческом фильме для детей — «Волшебник». Сам фильм критиковался за то, что фактически был 90-минутным рекламным роликом игры. Однако это обеспечило повышенный интерес к игре, за первые два дня после релиза было распродано 250000 игровых копий. Super Mario Bros. 3 стала самой продаваемой игрой в США, удерживая эту позицию в апреле и с июня по сентябрь 1990 года. За этот год в США было продано более 8 миллионов копий игры. Американский автор Дэвид Шефф заметил, что будь это копии музыкального альбома, они стали бы платиновыми уже 11 раз. Только к 1992 доходы Nintendo от продаж игры составили 595 миллионов долларов (что с учётом инфляции соответствовало 1,23 миллиарду долларов в 2021 году). Это превышало совокупный доход от кассовых сборов таких блокбастеров, как «Инопланетянин» (1982), «Бэтмен» (1989) и «Парк Юрского периода» (1993). Игра также стала хитовой в других регионах, например в Европе или Сингапуре.
К 1995 году по всему миру было продано уже 14 миллионов игровых копий, 15 миллионов к 1998 году и 17 миллионов к 2000 году. По состоянию на 2011 год, Super Mario Bros. 3 была самой прибыльной игрой для домашних приставок, не входящей в сборники. Доходы с её продаж составили примерно 1,7 миллиардов долларов или 2 миллиарда долларов с учётом инфляции. В 2013 году редакция GamesRadar сообщила, что по всему миру было продано более 18 миллионов копий игры для NES. Выпущенная в 2009 году версия на Virtual Console была продана миллион раз. В ноябре 2020 года, в ходе торгов на аукционе Heritage, неизвестному покупателю был продан раритетный картридж в запечатанной оригинальной упаковке и с редкой обложкой, за рекордные 156 тысяч долларов.

## Переиздания и ремейки
Super Mario Bros. 3, изначально разработанная для NES была портирована на несколько поздних приставок от Nintendo. В 2007 году был выпущен эмулятор игры для Wii, который можно было скачать на площадке Virtual Console. В 2014 году эмуляторы были выпущены для приставок Nintendo 3DS и Wii U. Super Mario Bros. 3 также вошла в коллекцию игр, установленных на ретро-приставке NES Classic Edition Игра также доступна для скачивания при наличии подписки Nintendo Switch Online.
Ремейк Super Mario Bros. 3 был выпущен в составе сборника Super Mario All-Stars в 1993 году для SNES. В этой версии была доработана графика и улучшен звук. Эта версия также была выпущена в 2010 году для Wii.
В 2000 году была выпущена Super Mario 3 Special — неофициальная версия игры для портативной приставки Game Boy Color. Она была разработана в Гонконге и включала лишь пять игровых уровней. Журналист 1UP.com Рэй Барнхольд называл эту версию «ужасным и отвратительным обрубком», ругая за слишком короткую продолжительность, плохое управление, делающее движения Марио похожими на «пьяного Соника», слабый дизайн уровней, плохую цветовую гамму, музыку и отсутствие надлежащей концовки.
В 2003 году была выпущена версия для Game Boy Advance — Super Mario Advance 4: Super Mario Bros. 3, она является портом ремейка из сборника Super Mario All-Stars с улучшенной графикой и звуком. Также эта версия поддерживала периферийное устройство Nintendo e-Reader. Просканировав специальные карточки, игрок получал доступ к новым игровым уровням и бонусам. Как и в версии для All-Stars, в игру был добавлен голос Чарльза Мартине, озвучивавшего Марио и Mario Bros. в виде мини-игры. Позже эта версия была выпущена для Wii U на площадке Virtual Console. Super Mario Advance 4 заняла третье место среди самых оценённых игр для Game Boy Advance по версии агрегатора Metacritic. В Северной Америке было продано 2.88 миллиона копий игры, 718,207 копий в Японии и по меньшей мере 100,000 копий в Великобритании. Британская ассоциация The Association for UK Interactive Entertainment присудила игре награду Silver sales award. Редакция и пользователи сайта IGN назвали Super Mario Advance 4 одной из лучших игр для Game Boy Advance. Ряд игровых критиков также называли эту игру лучшей для Game Boy Advance.

## Связанная продукция
Ещё до официального релиза, Nintendo договорилась с Universal Studios выпустить рекламный фильм своей продукции, прежде всего Super Mario Bros. 3. При этом создание рекламного фильма инициировал Том Поллак, представитель Universal. Он был впечатлён киберспортивными соревнованиями, проводимыми в играх от Nintendo. Японский разработчик одобрил идею, предоставив лицензию на использование персонажей из своих игр. Фильм «Волшебник» — это фильм, ориентированный на подростков, где главные герои принимают участие в чемпионатах по компьютерным играм. Super Mario Bros. 3 показывается в конце фильма, в финальных сценах соревнования.
В рамках сотрудничества Nintendo of America и NBC, телекомпания DIC Entertainment выпустила мультсериал «Приключения братьев Супер Марио 3». 26 серий выходили в сентября по декабрь 1990 года. Основное действие происходит в том же сеттинге, что и в игре, там присутствуют герои и отрицательные персонажи из игры. В сериале появляются семь купалингов, каждому из которых дали имена в зависимости от их черт характера.
Nintendo также выпускала другую связанную продукцию. Например это музыкальный сборник треков Nintendo Sound Selection Koopa, где также была включена музыка из Super Mario Bros. 3. Скриншоты и графика из игры использовались, как задние фоны в игре Tetris DS. Купалинги также появлялись, как игровые боссы в играх Super Mario World, Mario is Missing!, Yoshi’s Safari, Hotel Mario и во всех играх New Super Mario Bros кроме самой первой New Super Mario Bros.. Бум-Бум и Пам-Пам, другие боссы также появляются в Super Mario 3D Land и Super Mario 3D World. Темы из Super Mario Bros. 3 появлялись в Super Mario Maker и Super Mario Maker 2.

## Наследие
В Super Mario Bros. 3 были представлены ряд игровых элементов, которые станут фирменными в будущих играх серии Mario. Похожая карта мира появлялась в таких играх, как Super Mario World, Super Mario Bros. DX и New Super Mario Bros.. Игровая механика полёта Марио появится в Super Mario World, Super Mario 64 и Super Mario Galaxy. Внутриигровой предмет «Суперлист» был добавлен в играх Super Mario 3D Land, Mario Kart 7 и New Super Mario Bros. 2. В Super Mario Bros. 3 был показан обновлённый дизайн злодея Боузера с рыжими волосами, который станет каноническими в следующих играх серии Mario. Третья часть предоставила обновлённый дизайн уровней, где особый упор делается на изучение игрового пространства для поиска скрытых предметов и используя вражеских NPC, как платформы, чтобы добраться до недоступных областей. Такой подход к дизайну будет применяться в будущих играх серии. Многие нововведения в Super Mario Bros. 3 также в будущем станут частью набора стандартных правил в играх-платформерах.
В начале 1990-х годов Джон Кармак и Том Холл разработали клон для IBM Personal Computer с применением тогда инновационной технологии Adaptive tile refresh на картах EGA. Она обеспечивала более частую смену кадров и вместе с этим более плавные анимации и перемещение по внутриигровой карте. Кармак и Холл продемонстрировали игру руководству Nintendo, которые были впечатлены увиденным, но отказались выпускать официальную версию, ссылаясь на политику по выпуску своих игр только на своих приставках. Оба разработчика затем решили основать студию Id Software и положили начало игровой серии Commander Keen, которая была вдохновлена Super Mario Bros. 3. Копия игры была опубликована в игровом музее The Strong, в Рочестере, Нью-Йорке в июле 2021 года.
В апреле 1993 году журнал Famitsu объявил Super Mario Bros. 3 рекордсменом по количеству выпущенных стратегических руководств. До этого момента было выпущено 20 руководств.
В 2007 году на Конференции разработчиков игр, куратор Стэнфордского университета Хенри Ловуд, а также геймдизайнеры Уоррен Спектор, Стив Мерецки и исследователь-академик Маттео Биттанти назвали Super Mario Bros. 3 одной из 10 самых влиятельных игр в истории игровой индустрии. Третья часть попала в список игр Библиотеки Конгресса, которые признанных исторически и культурно значимыми. Игра была включена в этот список, так как популяризовала нелинейный игровой процесс и заложила стандартный подход к дизайну нелинейных уровней в будущих играх.